# Kranky
Kranky est un label discographique indépendant établi à Chicago, Illinois depuis 1993.

## Histoire
Kranky est fondé en 1993 par Bruce Adams et Joel Leoschke, qui travaillent tous les deux dans l'industrie du disque. Adams est employé dans la distribution et en tant qu'attaché de presse pour le label Touch and Go avant de rejoindre Cargo Music (en), un label assurant la distribution de nombreux indépendants. Leoschke passe cinq ans chez Cargo en tant que domestic buyer. L'écoute d'un single auto-produit de Labradford (en) convainc Adams et Leoschke de les contacter. Ils trouvent leur son très différent de celui des groupes indie rock de l'époque, ce qui les motive à signer le groupe et à fonder leur propre label. Adams et Leoschke leurs proposent de réaliser un album. Prazision LP est édité en octobre 1993 et devient la première référence du label Kranky (KRANK 001). La musique de Labradford, qualifiée d'ambient, contribue à définir l'image du label,.
Durant ses premières années d'activité, Kranky opère avec un budget très serré. Le label édite uniquement des albums et évite les formats single et EP, considérant que leurs coûts de production sont trop élevés par rapport au prix de vente. Afin d'assurer sa viabilité financière, Kranky choisit des groupes pouvant enregistrer dans les contraintes budgétaires imposées. Le label évite de passer des accords de distribution exclusifs.
En 1995, Kranky édite une compilation de titres du groupe néo-zélandais Dadamah, qui vient alors de se séparer, puis le premier album de Flies Inside the Sun, nouveau groupe dont font partie deux anciens membres de Dadamah. En 1997, le label sort le mini-LP Songs for a Dead Pilot de Low, dont le contrat avec Vernon Yard Recordings est arrivé à son terme. Par la suite, Kranky réalise trois de leurs albums. En 1998, le label chicagoan réédite au format CD l'album f♯a♯∞ de Godspeed You! Black Emperor, initialement sorti en vinyle par Constellation Records. Durant les années 2000, Kranky travaille notamment avec Deerhunter, après que le groupe leur ait envoyé des maquettes de l'album Cryptograms. Le label édite plusieurs de leurs disques à partir de 2007.
Bruce Adams quitte Kranky en 2006. Après avoir vendu ses parts, il fonde un nouveau label, Flingco Sound System,.
En 2011, Kranky est retenu dans la sélection de 50 labels indépendants américains établie par le magazine musical Billboard (Billboard Pro's D.I.Y. 50 Indie Labels).

## Style musical
Le label est réputé pour produire des artistes qui combinent expérimentations, parfois parsemées d'influences électroniques, et rock traditionnel.

## Artistes produits
- Autistic Daughters
- Andrew Pekler
- Atlas Sound
- Benoit Pioulard
- Belong
- Bird Show
- Boduf Songs
- Brent Gutzeit
- Brian McBride
- Charalambides
- Chihei Hatakeyama
- Christopher Bissonnette
- Chris Herbert
- Clear Horizon
- Cloudland Canyon
- Dean Roberts
- Disappears
- Dawn Smithson
- Ethernet
- Felix
- Fontanelle
- Greg Davis
- Gregg Kowalsky
- Grouper
- Growing
- Steve Hauschildt
- Implodes
- Jessica Bailiff
- Jonas Reinhardt
- Keith Fullerton Whitman
- Ken Camden
- Labradford
- Lichens
- Loscil
- Lotus Plaza
- Nudge
- Pan•American
- Raglani
- Stars of the Lid
- Strategy
- The Dead Texan
- Tim Hecker
- To Kill A Petty Bourgeoisie
- Valet (Honey Owens)
- White Rainbow
- Windy & Carl

## Anciens artistes produits
- Aix Em Klemm
- Amp (en)
- Bowery Electric
- Christmas Decorations
- Dadamah
- Deerhunter
- Dissolve
- Doldrums
- Flies Inside The Sun
- Godspeed You! Black Emperor
- James Plotkin
- Jessamine
- Low
- Magnog
- Out Hud
- Philosopher's Stone
- Roy Montgomery
- Spiny Anteaters
- Tomorrowland